# Arroyo de la Encomienda
Arroyo de la Encomienda (appelée Arroyo jusqu'en 1991) est une commune de la province de Valladolid dans la communauté autonome de Castille-et-León en Espagne.

## Géographie

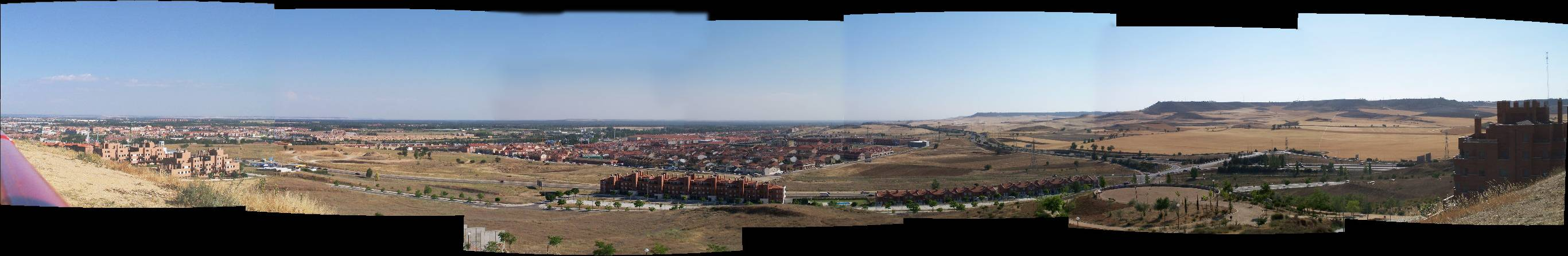
Vue aérienne d'Arroyo de la Encomienda.

## Politique et administration
Arroyo de la Encomienda se situe dans la province de Valladolid et dans la comarque de la Campiña del Pisuerga.
Elle comptait 19 632 habitants aux élections municipales du 26 mai 2019. Son conseil municipal (en espagnol : Pleno del Ayuntamiento) se compose donc de 17 élus.

### Maires
| Mandat      | Maire | Maire                                                    | Parti | Majorité |
| ----------- | ----- | -------------------------------------------------------- | ----- | -------- |
| 1979-1983   |       | Eduardo Torres García                                    | PSOE  | 7 / 7    |
| 1983-1987   |       | Pedro de la Cruz Ortega                                  | PSOE  | 4 / 7    |
| 1987-1991   |       | Pedro de la Cruz Ortega                                  | PSOE  | 4 / 9    |
| 1991-1995   |       | Francisco Serrano                                        | PSOE  | 4 / 9    |
| 1995-1999   |       | Elisardo Fernández Cabreros                              | PIE   | 3 / 9    |
| 1999-2003   |       | Elisardo Fernández Cabreros                              | PP    | 6 / 11   |
| 2003-2007   |       | José Manuel Méndez Freijo (gl)                           | PP    | 6 / 11   |
| 2007-2011   |       | José Manuel Méndez Freijo (gl)                           | IxA   | 6 / 13   |
| 2011-2015   |       | José Manuel Méndez Freijo (gl) José Manuel Barrio (2014) | IxA   | 12 / 17  |
| 2015-2019   |       | José Manuel Barrio                                       | IxA   | 8 / 17   |
| Depuis 2019 |       | Sarbelio Fernández Pablos                                | IxA   | 5 / 17   |

## Sites et patrimoine
- Église San Juan Evangelista (es) (ante Portam Latinam)
- Couvent Santa Ana de la Flecha

Église San Juan Evangelista
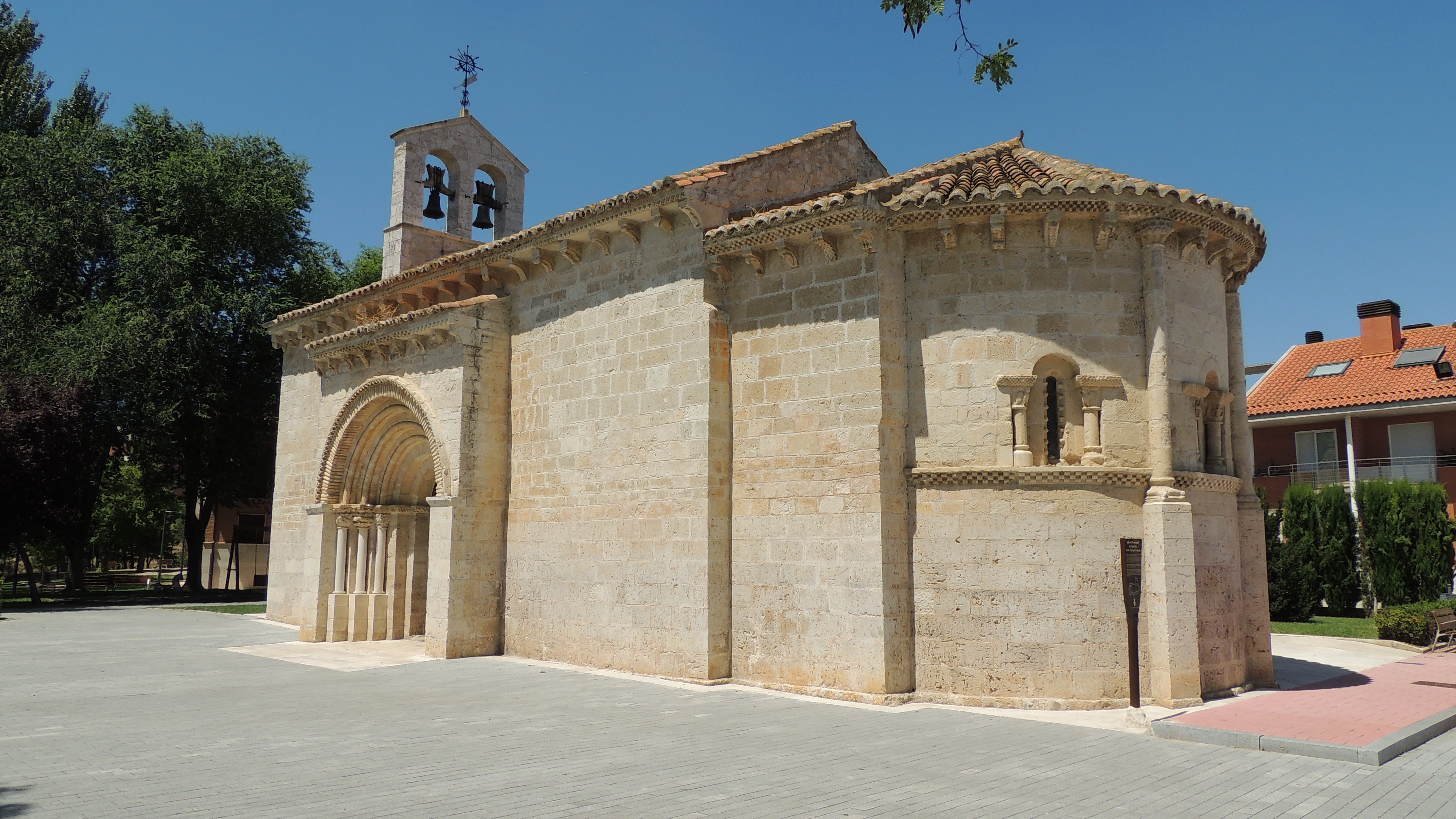
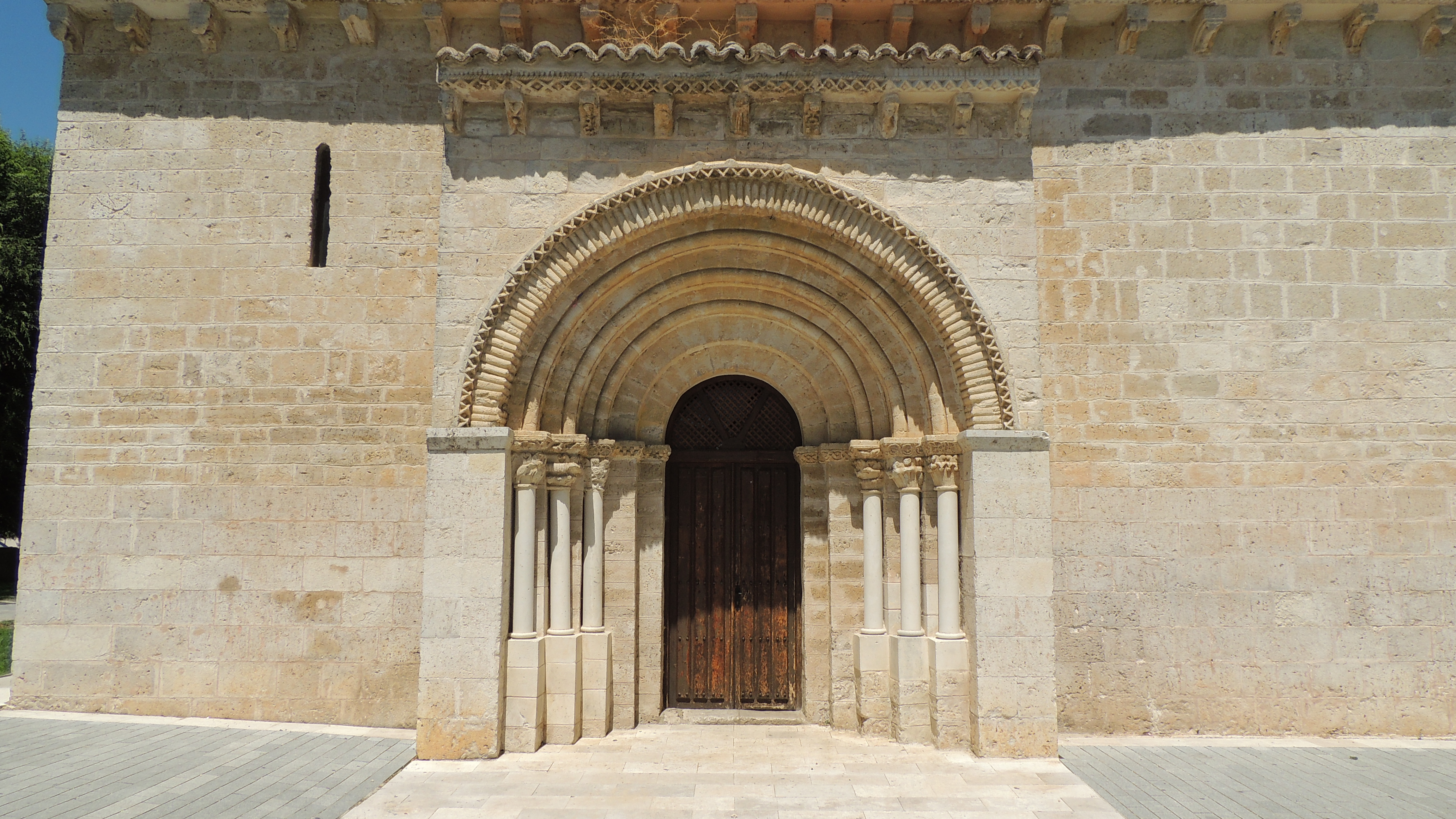